# Paragnorimus howdeni
Paragnorimus howdeni är en skalbaggsart som beskrevs av Smith 2010. Paragnorimus howdeni ingår i släktet Paragnorimus och familjen Cetoniidae. Inga underarter finns listade i Catalogue of Life.